# Marquess of Ormonde

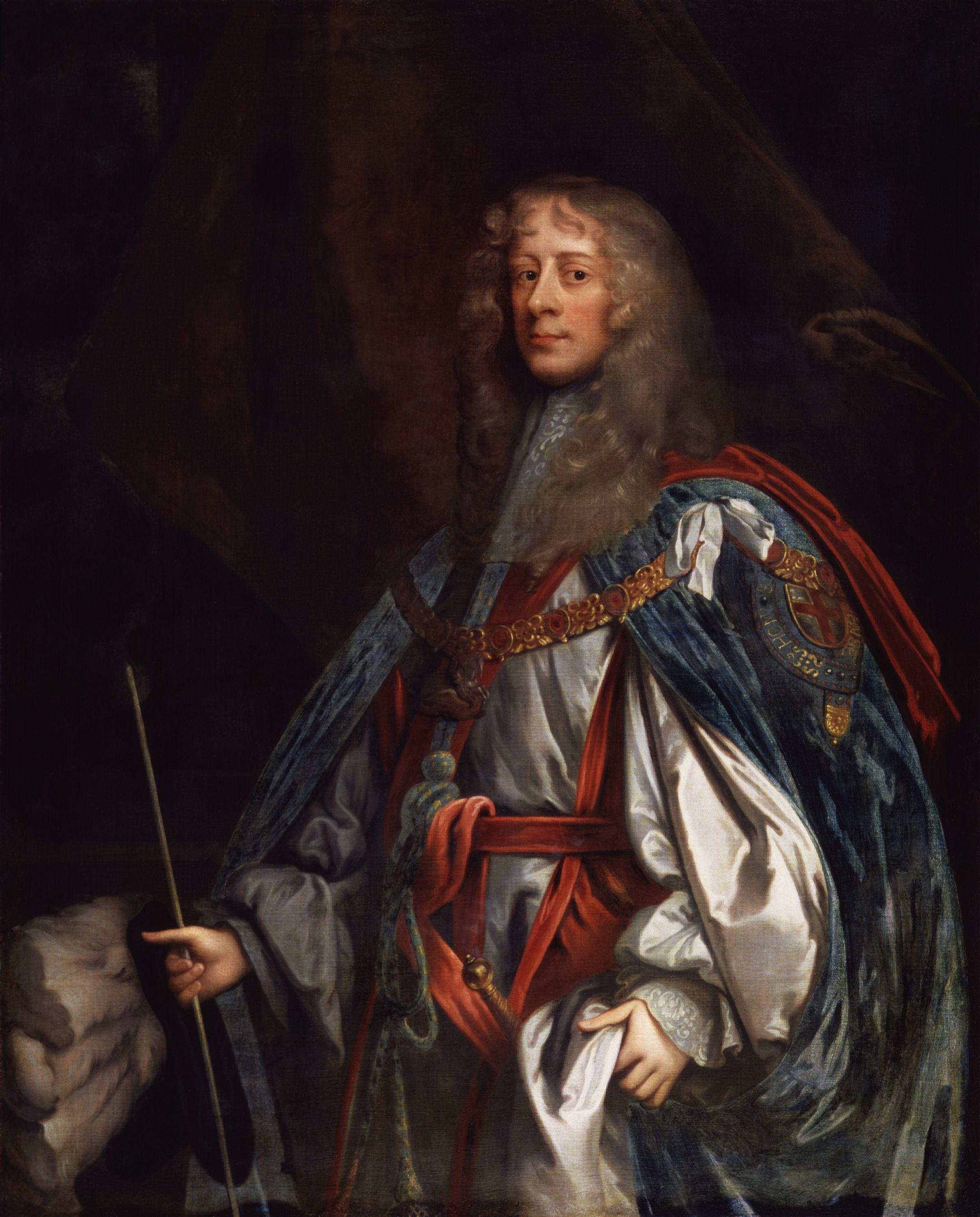
James Butler, 1. Duke of Ormonde, 1. Marquess of Ormonde, um 1665

Wappen der Marquesses of Ormonde

Marquess of Ormonde war ein erblicher britischer Adelstitel, der dreimal in der Peerage of Ireland geschaffen wurde.

## Verleihungen
Der Titel wurde erstmals am 30. August 1642 für James Butler, 5. Earl of Ormonde, geschaffen. Am 20. Juli 1660 wurden ihm in der Peerage of England auch die Titel Earl of Brecknock und Baron Butler, of Llanthony in the County of Monmouth, verliehen. Von seinem Großvater hatte er 1634 zudem die Titel 12. Earl of Ormonde (geschaffen 1328), 5. Earl of Ossory (geschaffen 1528) und 4. Viscount Thurles (geschaffen 1536) geerbt, alle zur Peerage of Ireland gehörig. 1661 wurde er zudem in der Peerage of Ireland und 1682 in der Peerage of England zum Duke of Ormonde erhoben.
Bei seinem Tod erbte sein Enkel James Butler, 2. Duke of Ormonde seine Titel. In Folge des Jakobitenaufstandes von 1715 wurden diesem zumindest die englischen Titel 1715 wegen Hochverrates aberkannt. Der Anspruch auf die irischen Duke- und Marquess-Titel ging auf seinen Bruder Charles Butler, 1. Earl of Arran über, diese wurden aber zu dessen Lebzeiten nicht von ihm geführt und erloschen mit dessen Tod 1758. Der Anspruch auf die übrigen irischen Titel ging an seinen Cousin John Butler als 15. Earl of Ormonde, 8. Earl of Ossory und 7. Viscount Thurles über.
In zweiter Verleihung wurde im Januar 1816 der Titel Marquess of Ormonde für Walter Butler, 18. Earl of Ormonde neu geschaffen. Dieser war am 20. Januar 1801 in der Peerage of England zum Baron Butler of Llanthony erhoben worden und hatte 1795 die oben genannten Titel 18. Earl of Ormonde, 11. Earl of Ossory und 10. Viscount Thurles geerbt. Das Marquessate und die Baronie erloschen bei seinem Tod. Die übrigen Titel gingen an seinen Bruder James Butler als 18. Earl of Ormonde, 11. Earl of Ossory und 10. Viscount Thurles. Demselben wurde am 17. Juli 1821 in der Peerage of the United Kingdom der Titel Baron Ormonde und am 5. Oktober 1825 in dritter Verleihung der Titel Marquess of Ormonde verliehen. Beim Tod des 7. Marquess dritter Verleihung 1997 erloschen schließlich alle genannten Titel.

## Liste der Marquesses of Ormonde

### Marquesses of Ormonde, erste Verleihung (1642)
- James Butler, 1. Duke of Ormonde, 1. Marquess of Ormonde (1610–1688)
- James Butler, 2. Duke of Ormonde, 2. Marquess of Ormonde (1665–1745)
- Charles Butler, de iure 3. Duke of Ormonde, 3. Marquess of Ormonde (1671–1758) (Titel erloschen 1758)

### Marquesses of Ormonde, zweite Verleihung (1816)
- Walter Butler, 1. Marquess of Ormonde (1770–1820)

### Marquesses of Ormonde, dritte Verleihung (1825)
- James Butler, 1. Marquess of Ormonde (1777–1838)
- John Butler, 2. Marquess of Ormonde (1808–1854)
- James Butler, 3. Marquess of Ormonde (1844–1919)
- James Butler, 4. Marquess of Ormonde (1849–1943)
- James Butler, 5. Marquess of Ormonde (1890–1949)
- James Butler, 6. Marquess of Ormonde (1893–1971)
- James Butler, 7. Marquess of Ormonde (1899–1997)